# Paul Kirk
Paul Grattan Kirk, Jr., född 18 januari 1938 i Newton i Massachusetts, är en amerikansk politiker (demokrat). Han var ordförande för demokraternas federala partistyrelse, Democratic National Committee, 1985–1989. Guvernör Deval Patrick utnämnde honom 2009 till USA:s senat efter Ted Kennedys död.